# Valentin Vaala

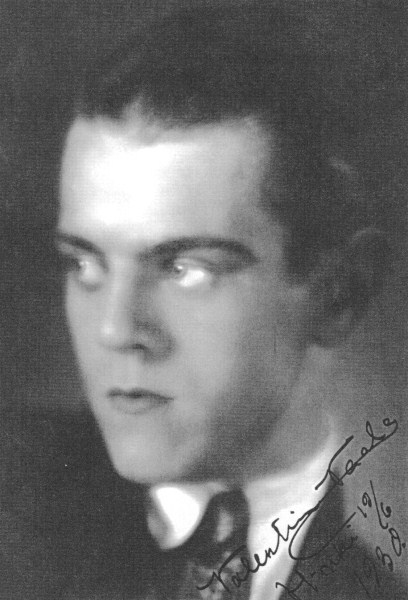
Valentin Vaala 1930.

Valentin Vaala, född Ivanoff 11 oktober 1909 i Helsingfors, död 22 november 1976 i Helsingfors, var en finländsk filmregissör, filmklippare, manusförfattare och skådespelare.

## Biografi
Vaala föddes i den ryskspråkiga familjen Ivanoff i Helsingfors och inledde under vintern 1927 ett samarbete med filmproducenten Teuvo Tulio, med vilken han gjorde tre filmer mellan 1929 och 1933. 1935 anslöt sig Vaala till Suomi-Filmi, där han verkade som regissör. Under fortsättningskriget intogs Vaala som militärtjänsteman vid försvarsmakten, men kunde fortsätta sitt arbete som regissör. Under sin tid vid Suomi-Filmi regisserade Vaala 38 filmer och tilldelades fyra Jussistatyetter; 1945 för bästa regi av Dynamiittityttö och Linnaisten vihreä kamari, 1947 för bästa regi av Loviisa, 1949 tillsammans med Lea Joutseno för bästa manus i Ihmiset suviyössä och 1952 för bästa regi av Omena putoaa.
På 1950-talet var Vaala också med om att göra Suomi-Filmis första färgfilm, men lämnade företaget 1963 för att arbeta med dokumentärfilmer och tog slutligen pension 1973. Totalt regisserade Vaala 73 filmer och dokumentärer, bland andra tre av Niskavuori-filmerna, medverkade som skådespelare i tre filmer, författade manus till 37 och verkade som filmklippare för 53 filmer.